# Управление (Германия)
Управление (нем. Amt) — разновидность объединений общин Германии в землях Бранденбург, Мекленбург-Передняя Померания и Шлезвиг-Гольштейн.
Существует 119 управлений в Шлезвиг-Гольштейне, 79 — в Мекленбург-Передней Померании и 54 — в Бранденбурге (ноябрь 2005). До управленческой реформы 1970 года в Рейнланд-Пфальц, 1974 в Сааре и 1975 в Северном Рейне-Вестфалии тоже существовали управления.